# 小行星7459
小行星7459（7459 Gilbertofranco）是一颗绕太阳运转的小行星，为主小行星带小行星。该小行星于1984年4月发现。

## 轨道参数
小行星7459的轨道半长轴为388 921 284 km（2.5997412 UA），离心率为0.148。